# (5855) Yukitsuna
(5855) Yukitsuna est un astéroïde de la ceinture principale.

## Description
(5855) Yukitsuna est un astéroïde de la ceinture principale. Il fut découvert le 26 octobre 1992 à Yakiimo par Akira Natori et Takeshi Urata. Il présente une orbite caractérisée par un demi-grand axe de 2,55 UA, une excentricité de 0,15 et une inclinaison de 15,5° par rapport à l'écliptique.

## Compléments